# Celtic Cup 2001 (Hockey)
Der Celtic Cup ist ein Feldhockeyturnier für Herren- und Damennationalmannschaften. 2001 fanden das erste Damen- und das zweite Herrenturnier statt. Das Damenturnier fand vom 31. August bis 2. September in Amiens, Frankreich statt. Das Herrenturnier fand vom 15. bis 17. Juni in Belfast, Nordirland statt. Bei den Herren nahm erstmals Frankreich teil, Schottland gewann das Turnier. Das Damenturnier gewannen die Irinnen.

## Männer

### Teilnehmer
- Frankreich
- Irland
- Schottland
- Wales

| Datum – Uhrzeit | Team 1     | Team 2     | Ergebnis |
| --------------- | ---------- | ---------- | -------- |
| 15. Juni        | Schottland | Frankreich | 3:1      |
|                 | Irland     | Wales      | 3:1      |
| 16. Juni        | Irland     | Schottland | 0:1      |
|                 | Wales      | Frankreich | 2:4      |
| 17. Juni        | Schottland | Wales      | 3:1      |
|                 | Frankreich | Irland     | 2:6      |

Tabelle
| Rang | Land       | Spiele | Tore | Differenz | Punkte |
| ---- | ---------- | ------ | ---- | --------- | ------ |
| 1    | Schottland | 3      | 7:2  | +5        | 9      |
| 2    | Irland     | 3      | 9:4  | +5        | 6      |
| 3    | Frankreich | 3      | 7:11 | −4        | 3      |
| 4    | Wales      | 3      | 4:10 | −6        | 0      |

## Frauen

### Teilnehmer
- Frankreich
- Irland
- Schottland
- Wales

| Datum – Uhrzeit | Team 1     | Team 2     | Ergebnis |
| --------------- | ---------- | ---------- | -------- |
| 31. August      | Irland     | Frankreich | 1:1      |
|                 | Schottland | Wales      | 2:3      |
| 1. September    | Wales      | Irland     | 1:2      |
|                 | Schottland | Frankreich | 1:1      |
| 2. September    | Frankreich | Wales      | 1:0      |
|                 | Schottland | Irland     | 2:3      |

Tabelle
| Rang | Land       | Spiele | Tore | Differenz | Punkte |
| ---- | ---------- | ------ | ---- | --------- | ------ |
| 1    | Irland     | 3      | 6:4  | +2        | 7      |
| 2    | Frankreich | 3      | 3:2  | +1        | 5      |
| 3    | Wales      | 3      | 4:5  | −1        | 3      |
| 4    | Schottland | 3      | 5:7  | −2        | 1      |